# 凤翔街道 (海口市)
凤翔街道是中华人民共和国海南省海口市的一个街道，成立于2013年6月，位于琼山区北部，东至南渡江，南与龙塘镇接壤，西与龙华区城西镇和龙桥镇接壤，北至高登街。

## 地理概况
该街道国土面积约32平方公里，常住人口约8万人，流动人口约2.9万人。

## 行政区划
凤翔街道目前下辖6个社区和5个行政村
- 大园社区
- 高登社区
- 凤翔社区
- 洗马桥社区
- 桂林社区
- 三峰社区
- 那央村
- 五岳村
- 红星村
- 儒逢村
- 石塔村